# Ozo Ibeziako
Ozo Ibeziako (Nigèria) és una metgessa de família directora de recursos humans de 15 clíniques públiques de Sud-àfrica i professora universitària de Medicina de família a la Universitat de Pretòria.
A Nigèria va estudiar medicina i es va interessar per treballar amb assumptes socials, després va anar a Sud-àfrica. Va participar en la fundació el 1999 de l'ONG sudafricana Komati Foundation. Col·labora amb el projecte Art of Living, que es va posar en marxa el 2012 per ajudar a dones joves del barri Alexandra de Johannesburg per facilitar que puguin arribar a la universitat. Aquest barri és un dels grans assentaments creats durant la política de l'apertheid on viuen unes 500.000 persones. Entre el 2012 i el 2019 van ajudar 500 noies i les seves mares. Després d'aconseguir que s'hagin retirat les valles de filferros del camp, pretenen dur el projecte a altres barris marginals dels voltants de Johannesburg. Entre aquesta ciutat i Pretòria hi ha sis assentaments similars on viuen més de tres milions de persones.
El març del 2019 va rebre el premi Harambee a la promoció i igualtat de la dona africana.